# 假西南复叶耳蕨
假西南复叶耳蕨（学名：Arachniodes pseudo-assamica）为鳞毛蕨科复叶耳蕨属下的一个种。